# Réservoirs de Passy
Les réservoirs de Passy sont un ensemble de réservoirs d'eau, situés à 55 mètres au-dessus du niveau de la Seine, sur les hauteurs de la colline de Chaillot, dans le 16e arrondissement de Paris (France), entre la rue Copernic, la rue Lauriston, la rue Paul-Valéry et la rue Georges-Ville.

## Historique

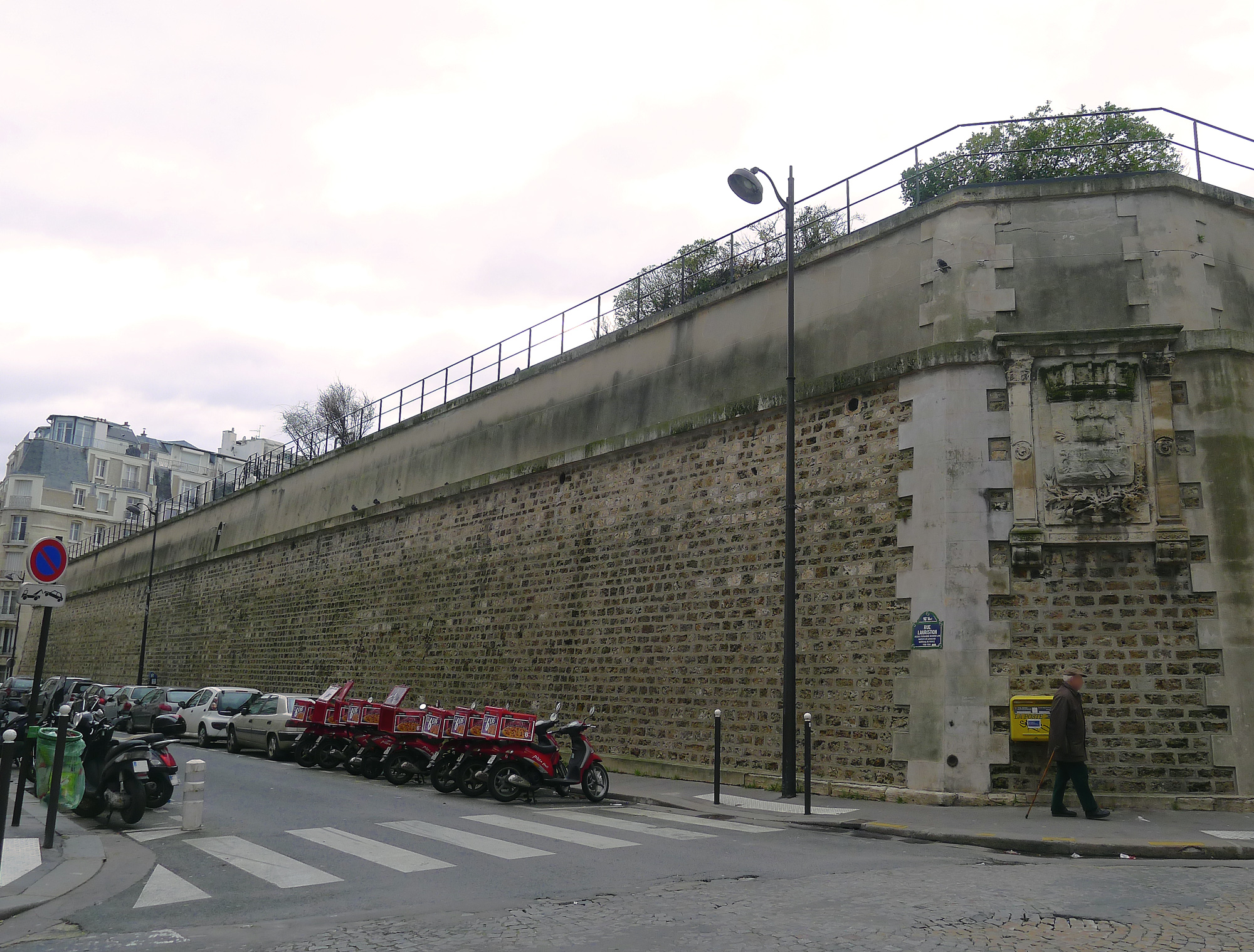
Les réservoirs de Passy vus de la rue Lauriston.

Un réservoir, situé à l'emplacement de l'actuelle place des États-Unis, était alimenté à partir de 1781 et au cours du XIXe siècle par la pompe à feu de Chaillot, qui puisait l'eau de la Seine à proximité de l'actuelle rue des Frères-Périer, à l'aval de Paris et près de la sortie du grand égout de Paris, collectant ainsi les eaux usées de la capitale.
Sous le Second Empire, Eugène Belgrand, ingénieur général des Ponts et Chaussées, déclare l'eau de cette pompe impropre à la consommation et propose de séparer les réseaux d'eaux potable et non potable à Paris. Le remplacement définitif de la pompe de Chaillot par celle d'Auteuil en aval du fleuve n'a lieu qu'en 1900. La pompe d'Auteuil avait été construite en 1828 pour alimenter les communes — alors non comprises dans Paris — d'Auteuil et de Passy,. Cette pompe, plus éloignée que celle de Chaillot des sorties d'égout de Paris, est finalement reconstruite pour alimenter de nouveaux réservoirs plus en hauteur sur la colline de Chaillot.
La construction de ces réservoirs dure de 1858 à 1866. Ces réservoirs, constitués à l'origine de deux bassins à ciel ouvert, complétés en 1898 par un troisième et par trois bassins souterrains, d'une capacité totale de stockage d'eau non potable de 56 000 m3, servent aujourd'hui à alimenter les cascades du bois de Boulogne et du bois de Vincennes, à arroser les parcs et jardins de Paris et à nettoyer les rues.

## Réaménagement
À la fin des années 2010, deux des quatre bassins, désormais inutilisés, ont été soumis à un concours « réinventer Paris », un appel à projets urbains de la ville de Paris pour transformer les souterrains de Paris.
Le premier bassin, le réservoir Villejust, sur une emprise d'environ 3 000 m2, est formé de deux compartiments superposés et fermés par une dalle engazonnée. La structure porteuse, organisée en compartiments voûtés, développe environ 17 000 m3, avec des hauteurs atteignant jusqu'à 6 m sous voute. Le second bassin dit « la réserve incendie » est un bassin d'un seul niveau de 1 000 m2 de superficie, pour un volume d'environ 3 900 m3.
Le projet sélectionné a pour nom « le chai subaquatique », porté par la société Winereef.